# Startér (motor)

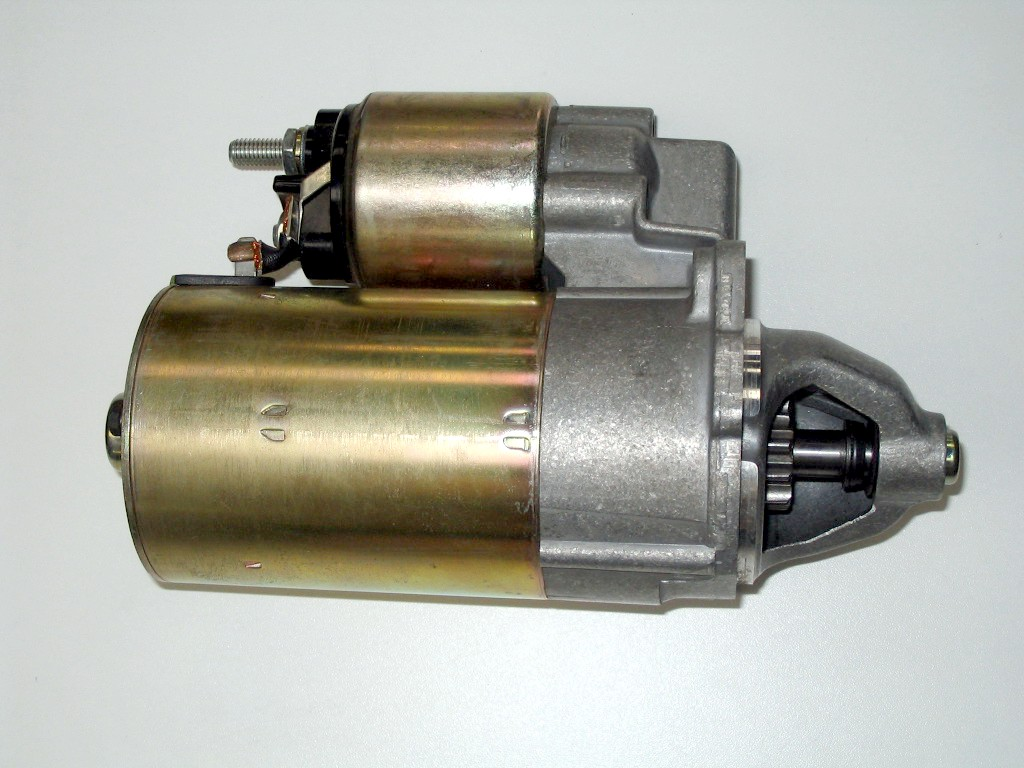
Startér motoru současného automobilu. V horní části je elektromagnet ovládající pastorek a vypínač startéru.

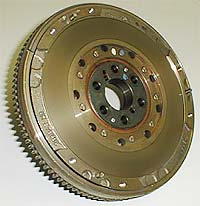
Setrvačník motoru s ozubeným věncem pro záběr pastorku startéru.

Startér je zařízení, které má roztočit motor (spalovací motor pístový, turbínu) při jeho uvádění do provozu. Startér vyžadují motory, které při uvádění do provozu samy nevytvářejí počáteční točivý moment (na rozdíl např. od parního stroje, nebo pneumatického motoru).
Startér spalovacího motoru je obvykle stejnosměrný sériový komutátorový motor (napájený z akumulátoru) s elektromagneticky výsuvným pastorkem.
Při startování auta se vysune pastorek (malé ozubené kolo), který zapadne svým ozubením do ozubení setrvačníku na klikovém hřídeli motoru. Poté se zapne samotný elektromotor startéru, který roztočí správným směrem spalovací motor. Po uvolnění klíčku ve spínací skříňce se pastorek opět působením pružiny zasune zpět (čímž se rozpojí mechanické spojení pastorku s ozubeným věncem setrvačníku a současně se vypne napájení motoru startéru), aby nebyl startér roztáčen spalovacím motorem. Pokud by se pastorek nezasunul, vysoké otáčky pastorku by zničily jak startér, tak setrvačník.
Těžké stavební stroje (buldozery) spouštějí hlavní motor pomocí malého startovacího spalovacího motoru uvedeného do provozu ručně. Některé takové stroje startují pomocí zásoby stlačeného vzduchu, obvykle během spouštění zaváděného přímo do válce hlavního motoru. Známý je i způsob spouštění pomocí setrvačníku, který obsluha předem roztočí ručně (u malých stacionárních elektráren). Hledají se i způsoby, jak spustit spalovací motor zcela bez pomocného hnacího stroje: například vyhodnocením signálu z čidel o poloze pístů v klidu. Nad píst za úvratí se pak vstříkne palivo.